# Scotto (trovatore)
Scotto, in occitano Scotz o Scot (fl. XIII secolo), è stato un trovatore genovese della metà del XIII secolo.
La sua identità è avvolta nel mistero, mentre gli studiosi suggeriscono la possibilità che il suo nome completo possa essere stato Ogerio Scotto, Alberto Scotto o Scotto Scotti. Un documento del 25 settembre del 1239 fa i nomi di quattro fratelli della famiglia Scotti (Guglielmo, Corrado, Balbo e Scotto) dando credito a quest'ultima evocazione.
In tutte le copie del suo unico componimento sopravvissuto, il suo nome appare nelle rubriche occitane come "Scotz". Questo poesia è una tenzone (e un descort) — Scotz, quals mais vos plazeria — con Bonifaci Calvo, un altro trovatore di Genova. Potrebbe essere stata scritta prima che Calvo lasciasse Genova (1250 circa) o dopo il suo ritorno nel 1266.